# Jenifer de Carvalho Lopes
Jenifer de Carvalho Lopes (1987) es una botánica brasileña, que ocupa una posición de investigadora y curadora en el "Instituto de Biociencias" de la Universidad de São Paulo.
En 2012, obtuvo la maestría en Ciencias Biológicas (Botánica), por la Universidad de São Paulo (USP) Brasil, defendiendo la tesis: "Annonaceae da Reserva da Vale, Linhares, Espírito Santo", con la orientación de Renato de Mello-Silva. Y en 2013 obtuvo el doctorado en Ciencias Biológicas con especialidad en botánica, por la misma casa de altos estudios, realizando la defensa de la tesis titulada Filogenia y biogeografía de la tribu Malmeeae (Malmeoideae, Annonaceae) y del género Pseudoxandra.
Ha firmado contenidos feministas.

## Algunas publicaciones
- jenifer c. Lopes, l. junikka, r. mello-Silva. 2012. Oxandra unibracteata (Annonaceae), a new species from the Atlantic Forest and a new synonym of O. nitida. Phytotaxa 84: 25-30 resumen en línea, completo pago

- -------------------, r. mello-Silva. 2012. Annonaceae do Parque Estadual de Ibitipoca, Minas Gerais. Boletim de Botânica 30: 157-164

- b. Loeuille, jenifer c. Lopes, j.r. Pirani. 2012. Taxonomic novelties in Eremanthus (Compositae: Vernonieae). Kew Bull. 67: 1-9

- r. mello-Silva, jenifer c. Lopes, j.r. Pirani. 2012. Flora da Serra do Cipó, Minas Gerais: Annonaceae. Boletim de Botânica 30: 37-56

- -----------------, -------------------. 2011. Checklist of Spermatophyta of the São Paulo State, Brazil: Annonaceae. Biota Neotropica (edición en portugués, online 11: 202-203

### Capítulos de libros
- jenifer c. Lopes. 2012. O trabalho na taxonomía vegetal e seus principais métodos. En: Righi, Adne Abbud et al. (org.) Botânica no Inverno 2012. 1.ª ed. São Paulo: Instituto de Biociências da Universidade de São Paulo, 2012, pp. 111-115

- j.a. siqueira filho, a.a. conceicao Rapini, a. Coelho, a.o. Zuntini, a.r. Joffily, a. Vieira, a.o.s. Prata, a.p.n. Machado, a.f.p. alves-Araujo, a.g. Melo, a.l. Amorim, a.m.a. Fontana, a.p. Moreira, a.d.r. Lima, c.t. Proenca, jenifer c. Lopes, et al. 2012. Flora das Caatingas do Rio São Francisco. En: José Alves de Siqueira Filho (org.) Flora das Caatingas do Rio São Francisco. 1.ª ed. Río de Janeiro: Andrea Jakobsson, pp. 446-552

## Honores
Revisora de publicaciones periódicas
- Revista Árvore
- Hoehnea (São Paulo)
- Leandra (UFRJ)
- Rodriguesia
- Bradea (Río de Janeiro)
- Revista de Biología Neotropical
- La abreviatura «J.C.Lopes» se emplea para indicar a Jenifer de Carvalho Lopes como autoridad en la descripción y clasificación científica de los vegetales.[6]